# Extreme Behavior
Extreme Behavior – debiutancki album studyjny zespołu rockowego Hinder. Został wydany 11 listopada 2006 roku.

## Lista utworów
1. "Get Stoned" - 3:38
2. "How Long" - 3:25
3. "By The Way - 3:52
4. "Nothin' Good About Goodbye" - 3:52
5. "Bliss (I Don't Wanna Know)" - 3:50
6. "Better Than Me" - 3:43
7. "Room 21" - 3:43
8. "Lips of an Angel" - 4:21
9. "Homecoming Queen" - 4:38
10. "Shoulda" - 3:18